# Aleksander Stryjeński
Aleksander Napoleon Kazimierz Stryjeński (ur. 11 września 1803 w Białymstoku, zm. 9 grudnia 1875 w Paryżu; niektóre źródła podają datę urodzin 20 września 1804) – oficer, inżynier wojskowy i cywilny, kartograf.

## Życiorys
Pochodził z kalwińskiej rodziny szlacheckiej, został ochrzczony w zborze kalwińskim w Serejach. Od 1817 r. kształcił się w Szkole Kadetów w Warszawie, a od 1820 r. w Korpusie Kadetów w Kaliszu. W latach 1823–1826 uczył się w Szkole Aplikacyjnej Artylerii i Inżynierów w Warszawie, po zakończeniu której otrzymał nominację na stopień podporucznika w 1 Pułku Strzelców Pieszych.
Był uczestnikiem powstania listopadowego. W bitwie pod Wawrem (lub, jak podają inne źródła, pod Grochowem) zdobył osobiście sztandar rosyjski, za co został odznaczony orderem Virtuti Militari. Uczestniczył w wyprawie generała D. Chłapowskiego na Litwę oraz w bitwach pod Okuniewem i Liwem. Po upadku powstania przejściowo internowany w Prusach, skąd udał się na emigrację do Francji. Przebywał w Besançon, gdzie poznał m.in. J. P. Lelewela. Brał udział w nieudanej wyprawie polskich emigrantów w 1833 r. nad Ren. Następnie osiadł w Szwajcarii.
W latach 1837–1854 uczestniczył w opracowaniu pierwszej nowoczesnej, wieloczęściowej mapy Szwajcarii w podziałce 1:100 000. Był jednym z głównych autorów tego dzieła, którym kierował generał Henri Dufour. W latach 1843–1851 wykonał również mapę topograficzną kantonu fryburskiego w podziałce 1:50 000 oraz popularną mapę szkolną tego kantonu.
Po zakończeniu prac nad mapą Szwajcarii osiadł na stałe w Carouge pod Genewą. Początkowo pracował w miejscowym biurze topograficznym, następnie projektował linie kolejowe Genewa – Versoix i Lozanna – Thörishaus. W 1858 r. z rekomendacji Dufour’a utrzymał stanowisko inżyniera kantonu genewskiego.
W 1838 r. zawarł związek małżeński z Pauliną de Lestocq, z którą miał trzech synów i trzy córki. Jednym z synów Aleksandra Stryjeńskiego był Tadeusz Stryjeński, znany później architekt.
Po śmierci został pochowany na cmentarzu Les Champeaux w Montmorency.